# Apóstolo Rina
Rinaldo Luiz de Seixas Pereira (São Paulo, 15 de abril de 1972 – 17 de novembro de 2024), conhecido como Apóstolo Rina, foi fundador da Igreja Bola de Neve.

## Biografia
Apóstolo Rina era filho de Lídia Colomietz e de Rinaldo Pereira, e sendo irmão das pastoras Daniela e Priscila Seixas cresceu em um lar evangélico e por coincidencia veio a óbito no dia do aniversário da irmã Priscila. Durante sua infância, estudou estudou no Colégio Batista Brasileiro, onde sua mãe trabalhava, sendo que já nessa época ele desenvolveu sua fé e adquiriu o costume de ler a Bíblia. Em 1993, após enfrentar uma grave hepatite, Rina relatou ter tido uma experiência espiritual profunda que o motivou a dedicar-se ao ministério religioso. Inicialmente, atuou na Igreja Renascer em Cristo, liderando o Ministério de Evangelismo e organizando eventos voltados para jovens. Mais tarde, em 1999, fundou a Igreja Bola de Neve, conhecida por sua abordagem inovadora e por atrair um público jovem, especialmente praticantes de esportes radicais como o surfe. O nome "Bola de Neve" simboliza algo que começa pequeno e cresce continuamente. A igreja se destacou pelo uso de uma prancha de surfe como púlpito, refletindo a conexão com a cultura jovem. Sob sua liderança, a igreja expandiu-se significativamente, contando com mais de 560 unidades em 34 países atraindo diversas personalidades, incluindo o surfista Gabriel Medina e a apresentadora Monique Evans.[carece de fontes?]

## Vida pessoal
Em sua vida pessoal, Rina foi casado com a pastora e cantora gospel Denise Seixas, com quem teve quatro filhos: Nathan, Rinaldo, Raquel e Renan. Em 2024, sua trajetória foi marcada por polêmicas. Em junho, foi afastado das atividades ministeriais após denúncias de agressão por parte de sua esposa, Denise Seixas, que obteve medida protetiva contra ele. As acusações incluíam violência física e psicológica, ameaça, injúria e difamação. Além disso, uma ex-funcionária da igreja o acusou de importunação sexual referente a um episódio de 2017.

## Morte
Em 17 de novembro de 2024, Rina faleceu aos 52 anos após sofrer um acidente de moto na Rodovia dos Bandeirantes, próximo a Campinas, São Paulo. Sua morte foi confirmada pela Igreja Bola de Neve, que destacou seu legado e impacto na comunidade evangélica.